# The Smile
The Smile je britanski rock-sastav koji čine Radioheadovi članovi Thom Yorke (pjevač, gitarist, basist i klavijaturist) i Jonny Greenwood (gitarist, basist, klavijaturist) te bubnjar Tom Skinner. Za produkciju njihovih pjesama zaslužan je Nigel Godrich, Radioheadov dugogodišnji producent. Skupina u pjesme uvrštava elemente post-punka, progresivnog rocka, afrobeata i elektroničke glazbe.
Grupa je nastala u vrijeme pandemije koronavirusa. Prvi je koncert, koji je prenosio glazbeni festival u Glastonburyju, nenajavljeno održala u svibnju 2021. Početkom 2022. objavila je šest singlova i prvi je put nastupio pred publikom na trima koncertima u Londonu, koji su također prikazivani u izravnom prijenosu. U svibnju te godine objavila je debitantski album A Light for Attracting Attention, koji je dobio pozitivne kritike, i krenula je na međunarodnu turneju. U prosincu 2022. objavila je EP s koncertnim snimkama, a drugi studijski album Wall of Eyes objavit će 2024.

## Povijest
Jonny Greenwood izjavio je da je skupina nastala zato što je tijekom pandemije koronavirusa želio snimati pjesme s Thomom Yorkeom, svojim kolegom iz Radioheada. Za producenta su izabrali Nigela Godricha, Radioheadova dugogodišnjeg producenta. Godrich je izjavio da je projekt nastao nakon što je Greenwood „osmislio sve te rifove i čekao da se nešto dogodi”. Dodao je da su osnutak projekta potaknule i pandemija i to što Radioheadov gitarist Ed O'Brien, koji se posvetio snimanju debitantskoga samostalnog albuma Earth, nije bio dostupan. Greenwood je komentirao: „Nismo imali mnogo vremena, a samo smo htjeli zajedno dovršiti neke pjesme. Često smo radili na mahove, ali veselilo nas je snimanje skladbi.”

Projektu se potom priključio bubnjar Tom Skinner, koji je između ostalog svirao u džez-sastavu Sons of Kemet. Skinner i Greenwood prvi su put surađivali tijekom rada na Greenwoodovoj glazbi za film Master iz 2012. Članovi The Smilea dogovorili su se da u intervjuima neće govoriti o tom projektu. 
Projekt je dobio ime po pjesmi Teda Hughesa. Yorke je izjavio: „[T]o nije osmijeh u klasičnom smislu, nego više osmijeh nekog tipa koji vam laže svaki dan.” Prvi se koncert skupine održao u tajnosti sredinom svibnja 2021.; taj je nastup snimljen za potrebe koncertnog filma Live at Worthy Farm glazbenog festivala u Glastonburyju i bez prethodne najave premijerno je prikazan 22. svibnja 2021. Skupina je odsvirala osam pjesama, a Yorke i Greenwood svirali su gitaru, bas-gitaru, Moogov sintesajzer i Rhodesov glasovir.

### Prvi javni nastupi
Yorke je u listopadu 2021. u londonskoj koncertnoj dvorani Royal Albert Hall odsvirao pjesmu „Free in the Knowledge” snimljenu za The Smile. Dana 29. i 30. siječnja 2022. skupina je prvi put nastupila pred publikom na trima koncertima u londonskom Magazineu. Ti su koncerti prikazivani u izravnom prijenosu, a skupina je na njima odsvirala i nekoliko novih pjesama, među kojima su „Speech Bubbles”, „A Hairdryer”, „Waving a White Flag” i „The Same”. Na koncertima su izvedena i pjesma „Open the Floodgates”, koju je Yorke prvi put odsvirao 2010., i obrada pjesme „It's Different for Girls” Joea Jacksona iz 1979.
U članku za New Musical Express James Balmont londonskom je nastupu dao četiri zvjezdice od njih pet, a za pjesme je izjavio da su „pedantne i očaravajuće”. Kitty Empire dala mu je jednaku ocjenu u članku za Guardian i napisala je: „[T]he Smile je glazbeno najuvjerljiviji kad se najviše udalji od Radioheada[.]” Alexis Petridis dala mu je tri zvjezdice od pet i komentirala je: „[Pjesme] više pobuđuju zanimanje nego što očaravaju; povremeno opčinjavaju i ispunjene su fascinantnim idejama koje nisu uvijek povezane.”

### A Light for Attracting Attention
Dana 20. travnja 2022. skupina je najavila debitantski album A Light for Attracting Attention. Diskografska kuća XL Recordings objavila ga je 13. svibnja na internetskim servisima, a 17. lipnja postao je dostupan i u prodavaonicama albuma. Dosegao je peto mjesto na britanskoj ljestvici albuma. Dobio je pozitivne kritike; Ryan Dombal u svojoj je recenziji za Pitchfork izjavio da je to „odmah i bez ikakve sumnje postao najbolji album koji je dosad snimio neki od Radioheadovih sporednih sastava”.
Prvi singl „You Will Never Work in Television Again” objavljen je 5. siječnja 2022. na digitalnim platformama. Naknadno su objavljeni singlovi „The Smoke”, „Skrting on the Surface”, „Pana-vision”, „Free in the Knowledge” i „Thin Thing”. Skupina je 16. svibnja otišla na europsku i sjevernoameričku turneju. Na toj je turneji između ostalog odsvirala neobjavljenu pjesmu „Just Eyes and Mouth”, Yorkeov singl „FeelingPulledApartByHorses” iz 2009. i nove skladbe. Na koncertima joj se pridružio saksofonist Robert Stillman.

### Live at Montreux Jazz Festival, July 2022
Dana 14. prosinca sastav je objavio digitalni EP  The Smile (Live at Montreux Jazz Festival, July 2022), čije su pjesme snimljene na koncertu na džez-festivalu u Montreuxu. U recenziji za časopis Spin Jonathan Rowe napisao je da je grupa tim uratkom dokazala da „nije samo studijski projekt” nego i „stvaran, strukturiran koncertni sastav”. Zach Schonfeld dao mu je osam bodova od njih deset u recenziji za Pitchfork i izjavio je: „The Smile od samog početka prati sasvim razumno pitanje: zar tu grupu ne čine samo dva prerušena člana Radioheada? Odgovor možete pronaći u naslovu tog uratka. Ta grupa svira džez.” Izjavio je da je razočaralo to što na EP nisu uvrštene nove pjesme koje je sastav odsvirao na turneji, ali je izjavio da su njegovi članovi „nevjerojatno dobro glazbeno povezani”.

### Wall of Eyes
U ožujku 2023. sastav je potvrdio da već sedam tjedana snima pjesme za novi album. Dana 20. lipnja objavljen je „Bending Hectic”, prvi singl s tog albuma, a na njemu gostuje i gudački orkestar London Contemporary Orchestra. Stereogum ga je opisao kao „epsko djelo koje počinje nježno i tiho, a potom preraste u veličanstvenu brzu zvijer”.
Skupina je 13. studenoga objavila drugi singl „Wall of Eyes” i popratni glazbeni spot koji je režirao Paul Thomas Anderson. Istoga je dana izjavila da će 26. siječnja 2024. objaviti istoimeni album i da je na njemu radio producent Sam Petts-Davies. Također je najavila da će od ožujka 2024. biti na europskoj turneji.

## Glazbeni stil
Alex Young, pišući za časopis Consequence, izjavio je da članovi sastava u pjesme uvrštavaju elemente post-punka, proto-punka i math rocka. Allison Hussey u svojem je osvrtu za Pitchfork komentirala da pjesme nalik na Radioheadove jer su „naklonjene starijem rocku”, ali da se „Skinnerovo bubnjanje odlikuje većom ritmičnošću” i da Greenwood „svira dionice za bas s nikad viđenom agresivnošću”. U članku za Guardian Alexis Petridis izjavila je da grupa „istodobno zvuči kao koščatiji i zamršeniji Radiohead”; dodala je da je u pjesmama zamjetan utjecaj progresivnog rocka u neobično grupiranim taktovima, složenim rifovima i „ambicioznoj” motorik-psihodeliji. Kitty Empire istaknula je elemente afrobeata u pjesmi „Just Eyes and Mouth” te utjecaj sustavne i elektroničke glazbe iz šezdesetih godina 20. stoljeća u pjesmama „Open the Floodgates” i „The Same”. U članku za Pitchfork Jayson Greene izjavio je da je „You Will Never Work in Television Again” „ogoljena rock-skladba” koja podsjeća na pjesme s Radioheadova albuma The Bends iz 1995.

## Članovi sastava
- Jonny Greenwood – gitara, bas-gitara, klavijatura, glasovir, harfa
- Tom Skinner – bubnjevi, udaraljke, klavijatura, prateći vokal
- Thom Yorke – vokal, bas-gitara, klavijatura, glasovir

### Dodatni koncertni članovi
- Robert Stillman – saksofon

## Diskografija
Studijski albumi
- A Light for Attracting Attention (2022.)
- Wall of Eyes (2024.)
- Cutouts (2024.)